# Bidentogon helferorum
Bidentogon helferorum är en mångfotingart som beskrevs av John S. Buckett och Gardner 1968. Bidentogon helferorum ingår i släktet Bidentogon och familjen plattdubbelfotingar. Inga underarter finns listade i Catalogue of Life.